# Neoraputia alba
Neoraputia alba är en vinruteväxtart som först beskrevs av Nees & Mart., och fick sitt nu gällande namn av Emmerich och Kallunki. Neoraputia alba ingår i släktet Neoraputia och familjen vinruteväxter. Inga underarter finns listade i Catalogue of Life.